# 青野照雄
青野 照雄（あおの てるお、1931年（昭和6年）10月24日 - 2014年（平成26年）6月26日）は、平成時代の政治家。愛媛県東予市長。

## 経歴
東予市出身。1949年（昭和24年）愛媛県立西条農業高等学校卒業。愛媛県庁に入庁し、1979年（昭和54年）愛媛県人事課長、1982年（昭和57年）調整監、1983年（昭和58年）総務部次長、1984年（昭和59年）議会事務局長を経て、1986年（昭和61年）公営企業管理局長、1987年（昭和62年）出納長に就任した。
1989年（平成元年）3月に退職し、1991年（平成3年）東予市長に当選。1期務めた。